# 김윤경 (1949년)
김윤경(金允景, 본명은 김홍복(金洪福), 1949년 11월 7일 ~ )은 대한민국의 배우이다. 대표작으로는 영화 《석별》, 드라마 《풀잎마다 이슬》, 《당신이 그리워질때》 등이 있다.

## 생애
1968년 서울중앙방송(지금의 KBS) 공채 탤런트로 데뷔하였으며 KBS, TBC, MBC 등의 방송3사 TV 드라마에서 활약하였으며 1975년 MBC로 옮긴 후 MBC 전속탤런트로 활약하였다. 1977년 제13회 백상예술대상 최우수연기상을 수상하였다.
1978년 1월 28일 성우 박일과 결혼(당시 박일은 재혼)하였으나, 쌍둥이 출산 후 이혼하였다.
1994년 《당신이 그리워질때》에서 시어머니 역을 맡아 자식들로부터 독립을 원하는 새로운 노인상을 실감나게 그려냈다. 이 작품에서의 연기를 인정받아 1994년 KBS 연기대상 여자 최우수 연기상, 1995년 제31회 백상예술대상 TV부문 여자 최우수 연기상, 1995년 제22회 한국방송대상 탤런트상을 동시에 거머쥐며 제2의 전성기를 누렸다.
2000년대 후반까지 왕성한 활동을 이어나가다 공식적 발표 없이 은퇴하였다.

## 학력
- 부여여자고등학교 (졸업)

## 출연작

### TV 드라마
- 1975년 KBS 《건널목》
- 1975년 MBC 《신부일기》 ... 정미 역
- 1976년 MBC 《윤진사댁 며느리》
- 1976년 MBC 《여고동창생》
- 1977년 MBC 《특파원 001》
- 1977년 MBC 《타국》
- 1977년 MBC 《후회합니다》 ... 세정 역
- 1977년 MBC 《옥녀》
- 1978년 MBC 《뜨거운 손》
- 1979년 MBC 《하얀 민들레》
- 1980년 MBC 《딸》
- 1981년 MBC 《제1공화국》 ... 김정숙 역
- 1981년 MBC 《포옹》
- 1981년 MBC 《아빠의 수염》
- 1981년 MBC 《야상곡》
- 1982년 MBC 《고백》
- 1984년 MBC 《사랑과 진실》 ... 윤 여사 역
- 1986년 MBC 《풀잎마다 이슬》 ... 박주혜 역
- 1987년 MBC 《도시의 얼굴》 ... 오윤희 역
- 1987년 MBC 《딸아》 ... 나경자 역
- 1988년 MBC 《세 여인》
- 1988년 MBC 《해후》
- 1988년 MBC 《푸른계절》
- 1988년 MBC 《조선왕조 오백년 - 한중록》 ... 소유영빈 이씨 역
- 1989년 MBC 《천사의 선택》 ... 석범의 이모 역
- 1989년 KBS1 《울밑에 선 봉선화》 ... 어머니 역
- 1991년 SBS 《여자 마흔다섯》 ... 경애 역
- 1992년 SBS 《두려움 없는 사랑》 ... 박영주 역
- 1992년 KBS2 《가시나무 꽃》
- 1993년 KBS1 《당신이 그리워질때》 ... 서정숙 역
- 1995년 KBS1 《바람은 불어도》 ... 금복 역
- 1995년 KBS2 《오래된 집》
- 1996년 KBS2 《귀여운 여자》 ... 이 씨 역
- 1996년 KBS2 《아내가 있는 풍경》 ... 유소영 역
- 1996년 KBS2 《옛날에 이 길은》
- 1997년 KBS2 《여자는 어디에 머무는가》
- 1997년 KBS2 《아씨》 ... 윤씨 역
- 1998년 MBC 《사랑과 성공》 ... 박 여사 역
- 1999년 MBC 《흐르는 것이 세월뿐이랴》 ... 금순 역
- 1999년 MBC 《하나뿐인 당신》 ... 김지선 역
- 1999년 MBC 《사랑해 당신을》 ... 진 여사 역
- 1999년 SBS 《맛을 보여드립니다》 ... 옥점례 역
- 2000년 MBC 《당신 때문에》 ... 김순영 역
- 2003년 KBS1 《무인시대》 ... 공예태후 임씨 역
- 2004년 MBC 《영웅시대》 ... 박 보살 역
- 2006년 MBC 《있을 때 잘해!!》 ... 진우 모 역
- 2007년 KBS1 《대추나무 사랑걸렸네》 ... 카메오
- 2008년 KBS1 《산 너머 남촌에는》(2008년) ... 카메오

### TV 방송 프로그램
- 《행복채널》 (1998년 ~ 1999년)
- 《풍물기행 세계를 가다》 (1999년)
- 《체험 삶의 현장》 (1999년 ~ 2000년)
- 《TV속의 TV》 (2002년)
- 《한밤의 TV연예》 (2004년)
- 《생방송 투데이》 (2007년 ~ 2008년)

### 영화
- 《형사 배삼룡》 (1975년) - 주연
- 《진짜 진짜 잊지마》 (1976년) - 조연
- 《석별》 (1976년) - 주연
- 《졸업생》 (1976년) - 주연
- 《옥례기》 (1977년) - 주연
- 《남궁동자》 (1977년) - 주연
- 《둘도 없는 너》 (1977년) - 주연
- 《돌종》 (1978년) - 주연
- 《안개 속의 여인》 (1978년) - 주연
- 《미워도 다시 한 번 '80》 (1980년) - 주연
- 《사랑이 꽃피는 나무》 (1981년) - 주연
- 《피막》 (1981년) - 주연
- 《난 이렇게 산다우》 (1985년) - 주연
- 《수렁에서 건진 내 딸 2》 (1986년) - 주연
- 《황진이》 (1986년) - 조연
- 《업》 (1988년) - 조연
- 《밀월》 (1988년) - 조연, 여사 역
- 《잃어버린 너》 (1991년) - 조연, 윤희의 어머니 역
- 《수잔 브링크의 아리랑》 (1991년) - 주연, 생모 이옥수 역
- 《백치 애인》 (1992년) - 조연
- 《불꽃 슛 통키》 (1993년) - 조연

### 그 외 활동
- 《나훈아 1994》 (1994년) - 어머니 역 (특별 출연)

## 수상 경력
- 1976년 MBC 연기대상 여자 우수 연기상
- 1977년 제13회 백상예술대상 TV부문 여자 최우수 연기상
- 1978년 제14회 백상예술대상 영화부문 여자 최우수 연기상
- 1986년 MBC 연기대상 여자 최우수 연기상
- 1990년 KBS 연기대상 여자 우수 연기상
- 1994년 KBS 연기대상 여자 최우수 연기상
- 1995년 제31회 백상예술대상 TV부문 여자 최우수 연기상
- 1995년 제22회 한국방송대상 탤런트상